# Sarney-ye Ashub
Sarney-ye Ashub (em persa: سرني اشوب, também romanizado como Sarney-ye Āshūb) é uma aldeia do distrito rural de Hur, no distrito central do condado de Fariabe, província da Carmânia, Irã. No censo de 2006, sua população era de 547, em 127 famílias.